# ウオノエ科

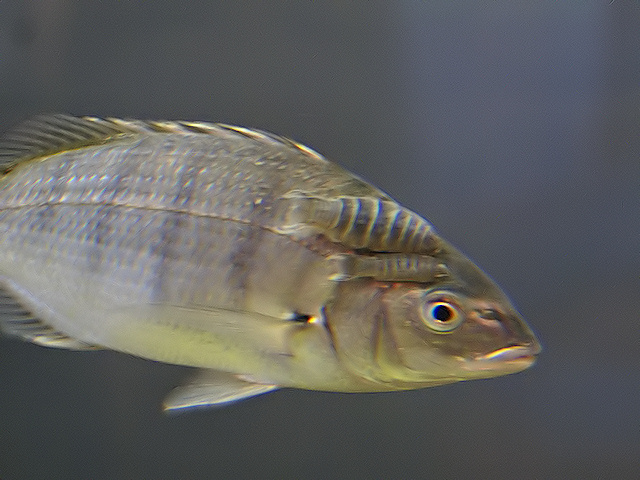
タイ科の一種に寄生する

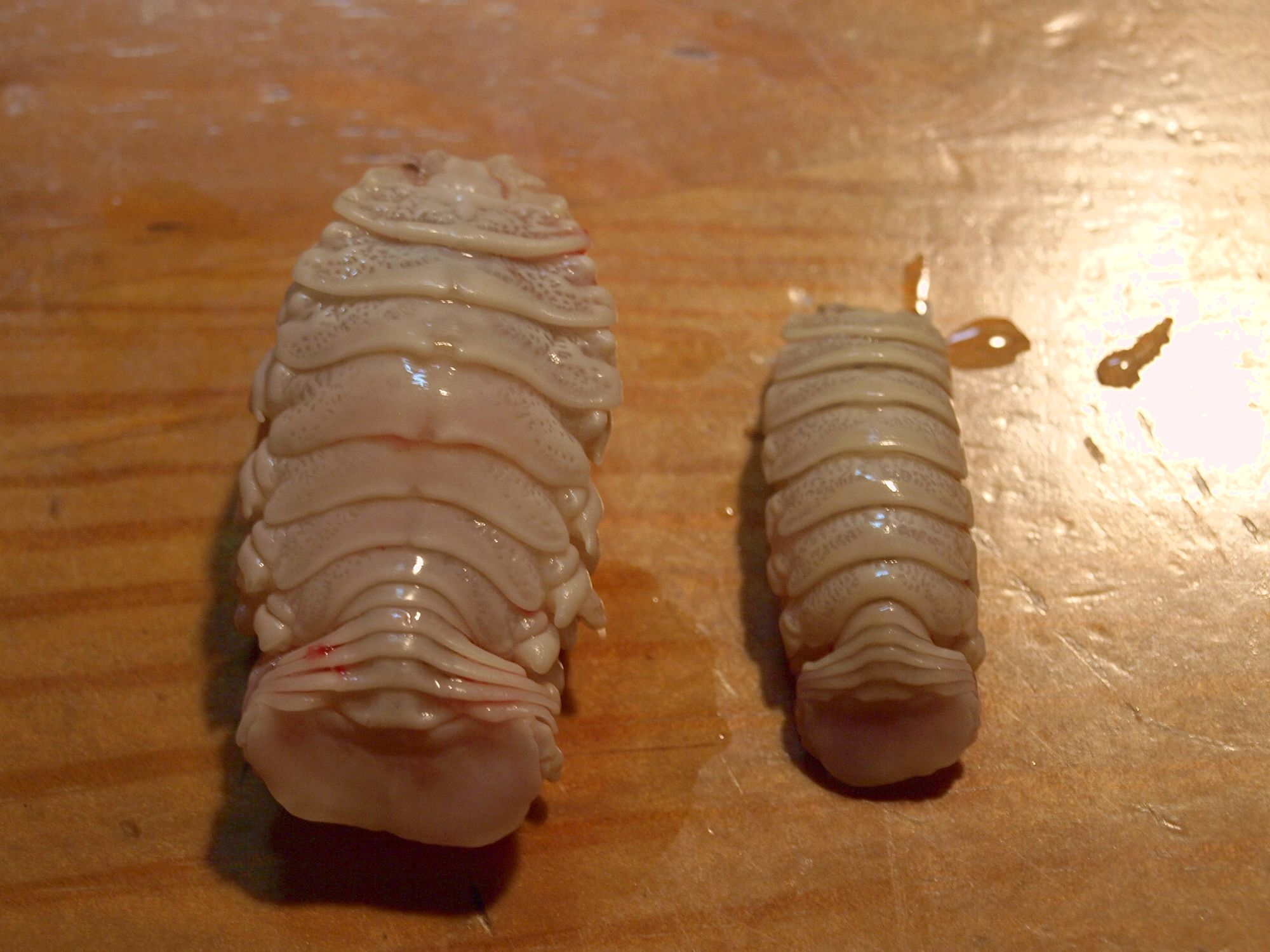
タイノエのオス（右）とメス（左）

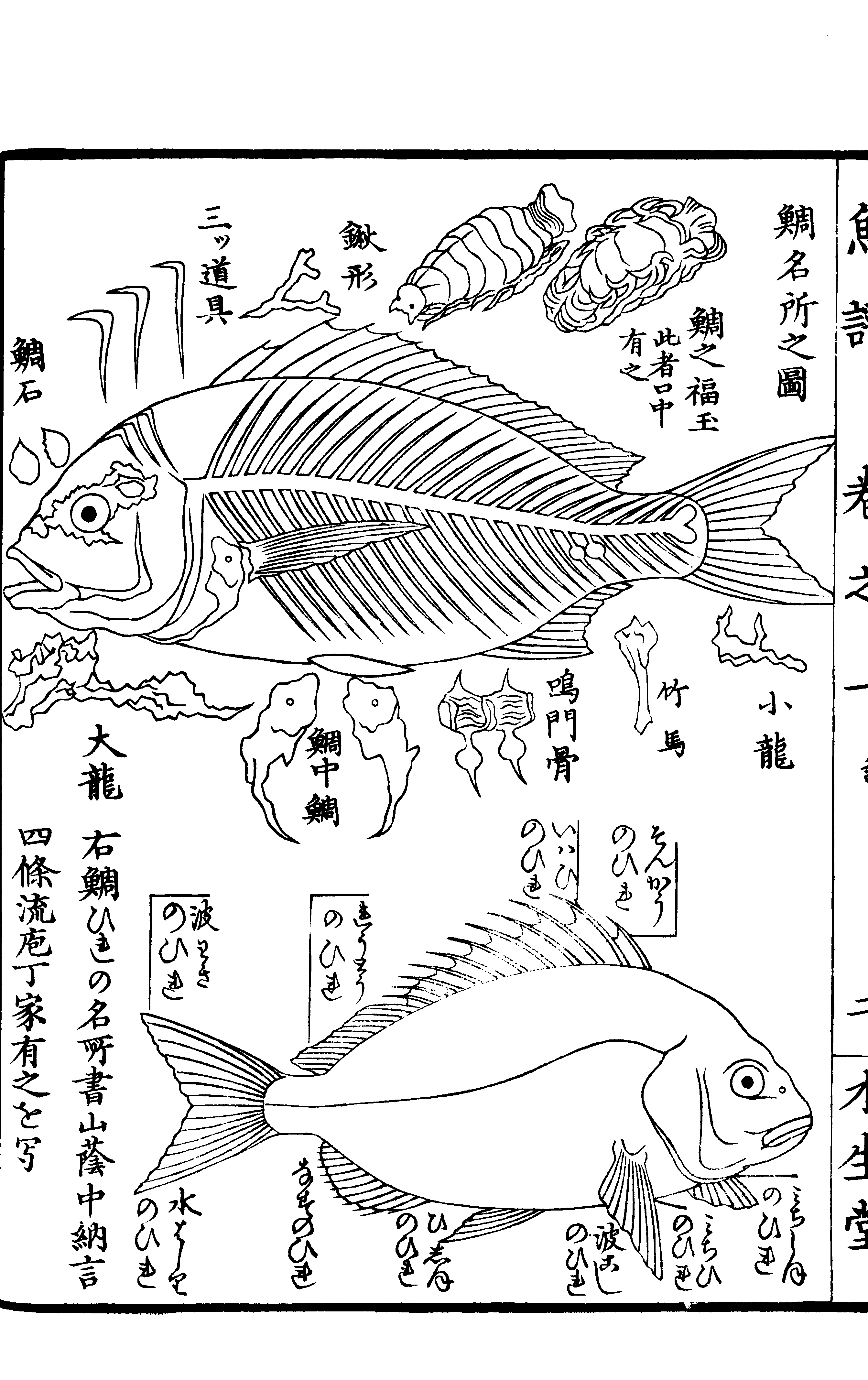
奥倉魚仙『水族寫真』より「鯛名所図会」。タイノエが「鯛之福玉」として描かれている。

ウオノエ科（ウオノエか、Cymothoidae）は、等脚目に属する魚の寄生虫の科の一つ。漢字で書くと「魚の餌」である。アジ・タイ・サヨリなどの魚の口内やえら、体表面にへばりつき、体液を吸う。

## 解説
魚の口中に寄生する種は、エラから宿主の口腔内に侵入し、舌にとりついて血管から吸血する。やがて舌は壊死し、舌のあった位置を本種が占領するため、釣った魚の口からよく発見される。スーパーマーケットに売っている魚でも、まれに口からウオノエが覗いている場合もある。魚が死ぬと離れるため、釣った魚をいれておいたクーラーボックスの水の中で泳いでいるのを見つけることもある。しかし人間には無害で、誤って食しても人に寄生することもない。
ウオノエ類の寄生は、魚類に、貧血・栄養障害・発育阻害などを引き起こすため、本科による漁業対象魚種の被害が世界各地で報告されている。種類や宿主などについては、いまだ不明な点が多い。

## 研究
欧米の水産分野では、ウオノエ類を魚類系群識別のための生物標識としても用いているが、日本近海におけるウオノエ類の研究は諸外国と比較するとあまり進んでいないと指摘されている。
ウオノエ類は寄生生活に適応した特殊な形態と生活サイクル（性転換など）を備えているため、進化生物学などの分野では研究対象として注目されている。
愛媛大学や総合地球環境学研究所などのチームが2017年4月19日に明らかにしたところによると、ウオノエは、深海に生息していた共通の祖先から進化した可能性が高い。

## 下位分類
代表的な属としては、ウオノギンカ属 Anilocra ・ヒゲブトウオノエ属 Ceratothoa ・ウオノエ属 Cymothoa ・エラヌシ属 Mothocya・ウオノコバン属 Nerocilaなどがある。 

### 属一覧
WoRMSによる。
- Aegathoa Dana, 1853 - 2種
- Agarna Schioedte & Meinert, 1884 - 4種
- Amblycephalon Pillai, 1954 - 2種
- ウオノギンカ属 Anilocra Leach, 1818 - 49種
- Anphira Thatcher, 1993 - 4種
- Artystone Schioedte, 1866 - 3種
- Asotana Schioedte & Meinert, 1881 - 3種
- Braga Schioedte & Meinert, 1881 - 7種
- Catoessa Schioedte & Meinert, 1884 - 4種
- ヒゲブトウオノエ属 Ceratothoa Dana, 1852 - 29種
  - タイノエ Ceratothoa verrucosa
  - ソコウオノエ Ceratothoa oxyrrhynchaena
- Cinusa Schioedte & Meinert, 1884 - 1種
- Creniola Bruce, 1987 - 3種
- Cterissa Schioedte & Meinert, 1884 - 2種
- ウオノエ属 Cymothoa Fabricius, 1787 - 47種
  - フグノエ Cymothoa pulchra
- Elthusa Schioedte & Meinert, 1884 - 28種
  - ホラアナゴノエ Elthusa sacciger
- Emetha Schioedte & Meinert, 1883 - 2種
- Enispa Schioedte & Meinert, 1884 - 2種
- Glossobius Schiödte & Meinert, 1883 - 9種
  - トビウオノエ Glossobius ogasawarensis
- Ichthyoxenus Herklots, 1870 - 23種
- Idusa Schiödte & Meinert, 1884 - 3種
- Isonebula Taberner, 1977 - 2種
- Joryma Bowman & Tareen, 1983 - 4種
- Kuna Williams & Williams, 1986 - 1種
- Lathraena Schioedte & Meinert, 1881 - 1種
- Livoneca Leach, 1818 - 4種
- Lobothorax Bleeker, 1857 - 3種
- エラヌシ属 Mothocya Hope, 1851 - 29種
  - サヨリヤドリムシ Mothocya sajori
- ウオノコバン属 Nerocila Leach, 1818 - 42種
- Norileca Bruce, 1990 - 3種
- Olencira Leach, 1818 - 2種
- Ourozeuktes H. Milne-Edwards, 1840 - 4種
- Paracymothoa Lemos de Castro, 1955 - 3種
- Philostomella Szidat & Schubart, 1960 - 1種
- Pleopodias Richardson, 1910 - 4種
- Plotor Schioedte & Meinert, 1881 - 1種
- Pseudoirona Pillai, 1964 - 1種
- Renocila Miers, 1880 - 18種
- Rhiothra Schioedte & Meinert, 1884 - 1種
- Riggia Szidat, 1948 - 5種
- Ryukyua Williams & Bunkley-Williams, 1994 - 2種
- Telotha Schioedte & Meinert, 1884 - 4種
- Tetragonocephalon Avdeev, 1978 - 1種
- Vanamea Thatcher, 1993 - 1種